# Biblioteca centrale di Seattle
La biblioteca centrale di Seattle è la struttura più importante del sistema bibliotecario pubblico di Seattle. L'edificio, alto 11 piani e realizzato in vetro e acciaio, fu aperto al pubblico il 23 maggio 2004. La biblioteca ha una superficie di 34.000 m² e può contenere fino a 1 450 000 libri. Nel primo anno di apertura fu visitata da oltre 2 milioni di persone.

## Storia
Sin dal 1891 c'è sempre stata una biblioteca nel centro di Seattle, tuttavia inizialmente questa non aveva degli spazi dedicati e fu spesso costretta a cambiare edificio. La Seattle Carnegie Library fu la prima biblioteca permanente ad essere collocata in un edificio specifico; inizialmente aveva una superficie di 5100 m² e fu ingrandita nel 1946. Nonostante i lavori di espansione, la biblioteca si rivelò progressivamente troppo piccola per una città che, nel frattempo, aveva aumentato notevolmente la popolazione.
Una seconda biblioteca di 19.100 m² fu costruita al posto della vecchia Carnegie Library nel 1960 ma verso la fine degli anni novanta anche questa nuova biblioteca cominciò ad essere troppo piccola e iniziarono i progetti per costruirne una nuova.

## Realizzazione e design
I fondi per la costruzione della nuova biblioteca furono trovati tramite l'emissione di un'obbligazione per un valore complessivo di 196,4 milioni di dollari. Inoltre, anche Bill Gates, fondatore della Microsoft contribuì con 20 milioni di dollari.
L'edificio fu progettato da Rem Koolhaas e Joshua Prince-Ramus in collaborazione con lo studio di architetti di Seattle LMN Architects.
La biblioteca fu concepita come un'opera di celebrazione dei libri e la sua forma dall'esterno è inusuale poiché si è scelto di assoggettare la struttura dell'edificio alle funzioni che dovevano essere svolte all'interno piuttosto che il contrario.